# You Learn
"You Learn" (em português: Você aprende) é um single da cantora canadense Alanis Morissette. A canção foi composta por Alanis e Glen Ballard e produzida, na primeira versão, em 1995, por Ballard para o terceiro álbum de Morissette, Jagged Little Pill.

## Letra
Na canção, Alanis mostra a importância das decisões na vida e explica que todas as decisões que tomamos vão nos ensinar uma lição valiosa.

## Álbuns & Faixas
Álbum - Single 
1. You Learn
2. You Learn (Ao Vivo em Tóquio)[1]
3. Wake Up (Ao Vivo no Modern Rock)[1]
4. Hand in My Pocket[1]

## Videoclipe
Existem dois videoclipes para esse single. O original, onde Alanis veste um casaco e sai de seu apartamento, logo após, começa andar pelas ruas e ver problemas, como um acidente de carro, etc. E o segundo é a performance ao vivo.

## Desempenho
Nos Estados Unidos, a canção alcançou a 1° lugar na Billboard Hot 100 Airplay, onde ficou por cinco semanas. Após seu sucesso na Hot 100 Airplay, "You Lear" foi lançado como single e estreou na 6° posição da Billboard Hot 100.
O CD single inclui a versão ao vivo de "You Oughta Know" gravado no GRAMMY Awards de 1996, como A-side. A versão acústica veio com o Alanis Unplugged, em 1999, essa versão foi lançada como single em alguns países em 2000. O álbum Jagged Little Pill Acoustic de 2005, trouxe uma nova versão acústica da canção.
A canção "You Learn" foi incluída na trilha sonora internacional da novela "Anjo de Mim", exibida entre 1996/1997 pela Rede Globo. Na trama de Walther Negrão, Elizabeth Jhin, Ângela Carneiro e Vinícius Vianna a canção foi tema da personagem Antonia, interpretada por Tássia Camargo.

### Paradas
| Parada (1996)                     | Posição |
| --------------------------------- | ------- |
| Parada Canadense de Singles       | 1       |
| UK Singles Chart                  | 24      |
| Billboard Hot 100 1               | 6       |
| Billboard Modern Rock Tracks      | 7       |
| Billboard Adult Contemporary      | 23      |
| Billboard Mainstream Rock Tracks  | 40      |
| Billboard Top 40 Mainstream       | 1       |
| Billboard Adult Top 40            | 3       |
| Billboard Rhythmic Top 40         | 32      |
| Billboard Top 40 Adult Recurrents | 1       |
| ARC Weekly Top 40                 | 1       |